# ارطغرل
ارطغرل یا ارطغرل غازی (ترکی عثمانی: ارطغرل; ترکمنی: Ärtogrul Gazy؛ درگذشته ۱۲۸۰/۱۲۸۱م) پسر سلیمان‌شاه و پدر عثمان یکم بنیان‌گذار امپراتوری عثمانی بود. در مورد زندگی او که در قرن سیزدهم اوچ بیگ (مرزبان) بود اطلاعات کمی وجود دارد. طبق فرهنگ عثمانی، او رهبر قبیله کای (ادعایی که مورد انتقاد بسیاری از مورخان قرار گرفته) ترک‌های اوغوز (که در آن زمان به تُرکمان معروف بودند) بود. ترکمان‌ها پس از فتوحات مغول از غرب آسیای مرکزی به آناتولی گریختند. در نام پدر ارطغرل شک وجود دارد که نامش سلیمان شاه یا غندوز آلپ است. ارطغرل و پیروانش پس از مرگ پدرش به خدمت سلجوقیان روم درآمدند و بر شهر سوگوت در مرز امپراتوری بیزانس تسلط یافتند. این در نهایت به تأسیس امپراتوری عثمانی منجر شد.

## زندگی
اطلاعات تاریخی موثقی در مورد وی موجود نیست جز اینکه وی پدر عثمان یکم است؛ بنابراین مورخان به داستان‌هایی استناد میکنند که عثمانی‌ها بیش از یک قرن بعد دربارهٔ او نوشته‌اند و دقت کافی ندارند. طبق آنچه ح.۱۰۰ تا ۱۵۰ سال پس از تأسیس دولت عثمانی، نوشته شده نسب ارطغرل از طریق اغوز خان به نوح می‌رسد. شکرالله، مورخ عثمانی و سفیر قره‌قویونلوها، می‌گوید که نسب ارطغرل به گوک‌آلپ، پسر اغوز خان می‌رسد. نویسنده بیان می‌کند که این اطلاعات در دربار جهانشاه، در کتابی به خط مغولی نوشته شده است.

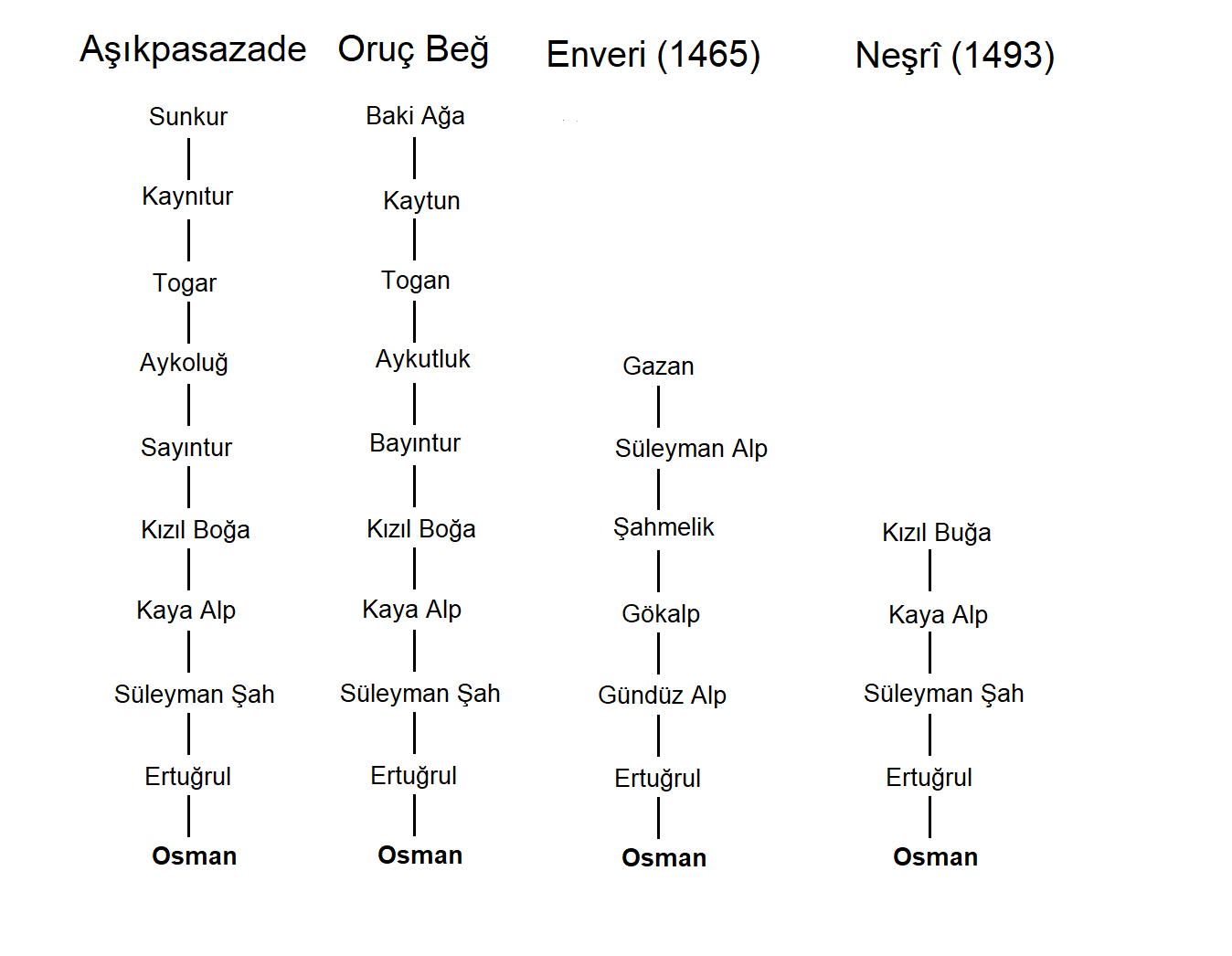
پدر ارطغرل در شجره نامه عثمان اول به نقل از مورخان مختلف عثمانی

متن «ضرب شده توسط عثمان پسر ارطغرل» روی یک سکه بدون تاریخ مربوط به زمان عثمان نشان می‌دهد که ارطغرل شخصیتی تاریخی بوده است.: ۳۱ روی سکه دیگری «عثمان بن ارطغرل بن غندوز آلپ» نوشته شده است، اگرچه ارطغرل به‌طور سنتی پسر سلیمان شاه در نظر گرفته می‌شود.

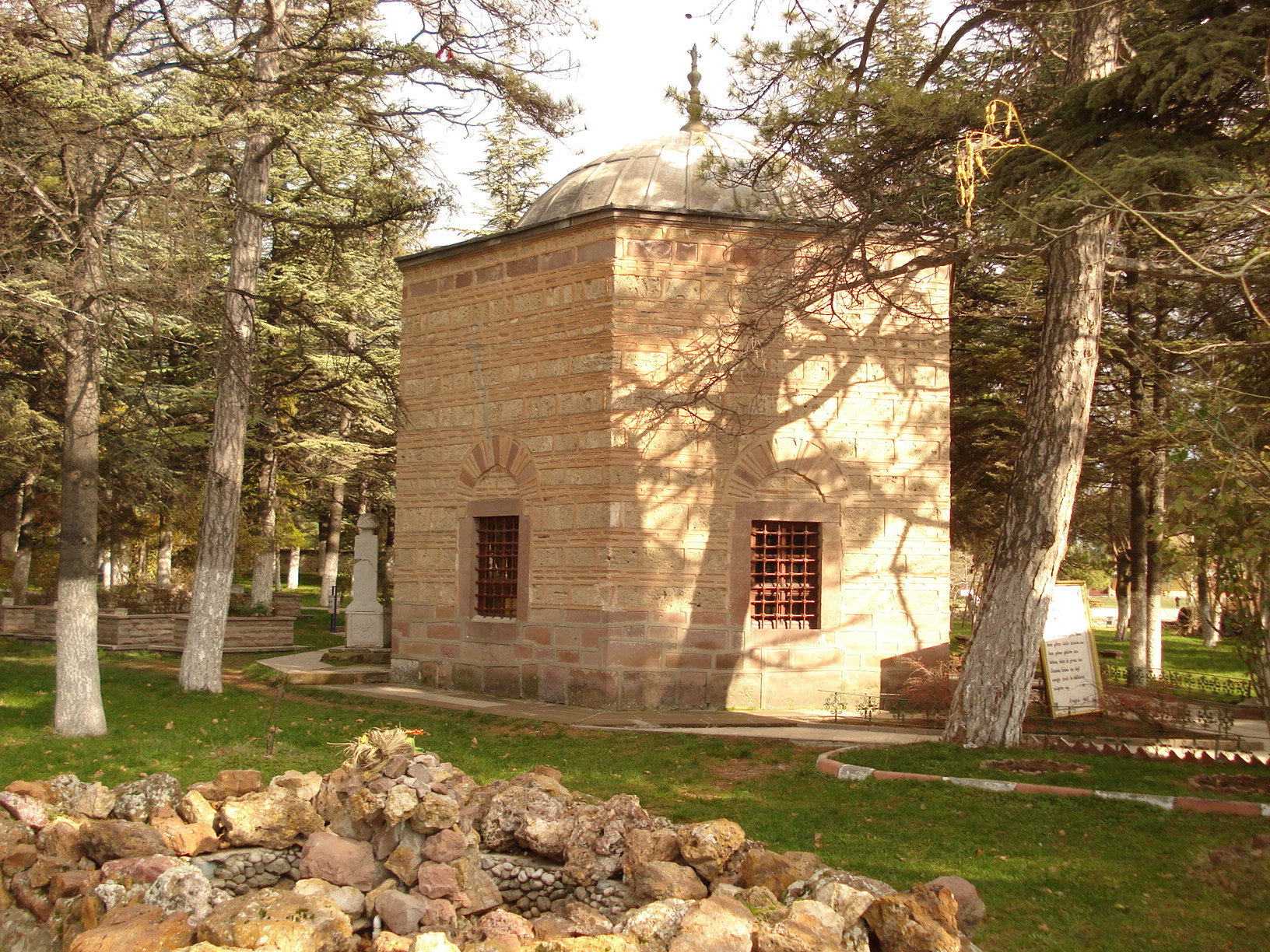
آرامگاه ارطغرل غازی در سوگوت

ضرب شده توسط عثمان پسر ارطغرل. پادشاهی او جاودانه باد.

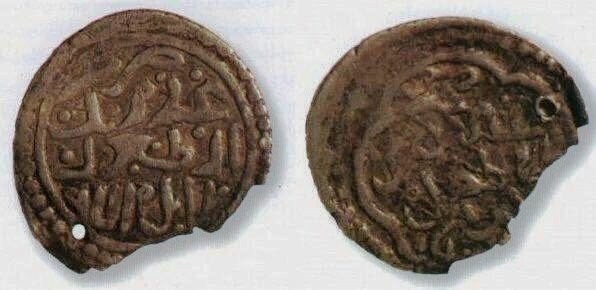
سکه ضرب شده توسط عثمان یکم که نشان دهنده وجود ارطغرل است. روی سکه نوشته شده:
ضرب شده توسط عثمان پسر ارطغرل. پادشاهی او جاودانه باد.

در کتاب دستورنامه انوری (۱۴۶۵) دربارهٔ تاریخ عثمانیان به زبان ترکی عثمانی و وقایع‌نگاری محمدپاشا قرمانی (قبل از ۱۴۸۱)، غندوز آلپ به عنوان پدر ارطغرل درج شد. پس از وقایع‌نگاری عاشق پاشازاده به نام تاریخ آل عثمان (قرن ۱۵)، رسماً سلیمان شاه به عنوان پدر ارطغرل درج شده است. به گفته بسیاری از منابع ترکی، ارطغرل سه برادر به نام‌های سنغرتکین، گون‌دوغدو و دوندار داشت. ارطغرل پس از مرگ پدرش به همراه مادرش هایمه خاتون، دوندار و پیروانش از قبیله قایی به آناتولی در غرب مهاجرت کرد و به سلطنت سلجوقیان روم وارد شد. دو برادر دیگرش قبیله‌های خود را به سمت شرق بردند. به این ترتیب قبیله قایی به دو قسمت تقسیم شد. بر اساس روایات، ارطغرل رئیس قبیله خود بود. سلطان سلجوقی علاءالدین کیقباد به پاس تقدیر از کمک ارطغرل به سلجوقیان در نبرد با صلیبیون بیزانس، زمین‌هایی را در قرجه‌داغ، منطقه ای کوهستانی بین دیاربکر و اورفه، اهدا کرد با این هدف که با دفاع از زمینهای خود تهاجم دشمنان را دفع کند. بعد از فتوحات و موفقیت ارطغرل، کیقباد، وی را حاکم بر مناطق دومانیچ، سوگوت و اطراف آن می‌کند. ارطغرل بعدها در سوگوت درگذشت. به فرمان پسرش عثمان اول سوگوت پایتخت عثمانی شد. در روایاتی مادرش را حلیمه خاتون ذکر کرده‌اند. قبری در خارج از مقبره ارطغرل غازی وجود دارد که این نام را بر خود دارد، اما اینکه وی مادر ارطغرل باشد مورد مناقشه است. در منابع متعددی ادعا شده که او علاوه بر عثمان اول دو پسر دیگر داشت: ساروباتو (ساوچی) بیگ و غندوز بیگ. از ارطغرل و پسرش عثمان و نوادگانشان به عنوان غازی یاد می‌شود، غازی به معنای جنگجوی مبارز قهرمان برای آرمان اسلام پسوند اصلی حکام عثمانی بوده است.

## میراث
مقبره و مسجدی توسط عثمان اول به یاد ارطغرل وقف و در سوغوت ساخته شده، اما به دلیل بازسازی نمی‌توان دربارهٔ منشأ این سازه‌ها نظر قطعی داد. مقبره کنونی توسط سلطان عبدالحمید دوم (ح. ۱۸۶۷–۱۹۰۹) در اواخر قرن نوزدهم ساخته شد.: ۳۷  مراسم یادبود ارطغرل غازی و یادبود بنیانگذاران اولیه عثمانی سالانه در آرامگاهش برگزار می‌شود. در سال ۱۸۲۶، هنگ سواره نظام ارطغرل ارتش عثمانی به افتخار او نامگذاری شد. ناوچه عثمانی Ertuğrul که در سال ۱۸۶۳ به آب انداخته شد، به نام او نامگذاری شد. عبدالحمید دوم نیز قایق تفریحی به همین نام داشت. مسجد ارطغرل تکه (اواخر قرن نوزدهم) در استانبول و مسجد ارطغرل غازی در عشق آباد (تکمیل شده در ۱۹۹۸) نیز به افتخار او نامگذاری شده است. این مسجد توسط دولت ترکیه به عنوان نماد پیوند بین ترکیه و ترکمنستان تأسیس شد. مجسمه ارطغرل در کنار سایر مجسمه‌ها در اطراف بنای یادبود استقلال در عشق آباد قرار دارد. این مجسمه‌ها تندیس افرادی است که در روح‌نامه (راهنمای معنوی) نوشته شده توسط رئیس‌جمهور ترکمنستان، صفرمرات نیازوف، مورد ستایش قرار گرفته‌اند. همچنین مجسمه ارطغرل بر روی یک سکه یادبود سال ۲۰۰۱ نقش بسته است. دو مجسمه ارطغرل سوار بر اسب با الهام از مجموعه تلویزیونی قیام ارطغرل (۲۰۱۴) در مکانی در لاهور در سال۲۰۲۰ نصب شدند. یک سردیس ارطغرل در اردو (ترکیه) در سال ۲۰۲۰ پس از اینکه ادعا شد شبیه به بازیگر سریال تلویزیونی است و نه شخصیت تاریخی، توسط مقامات محلی برچیده شد.

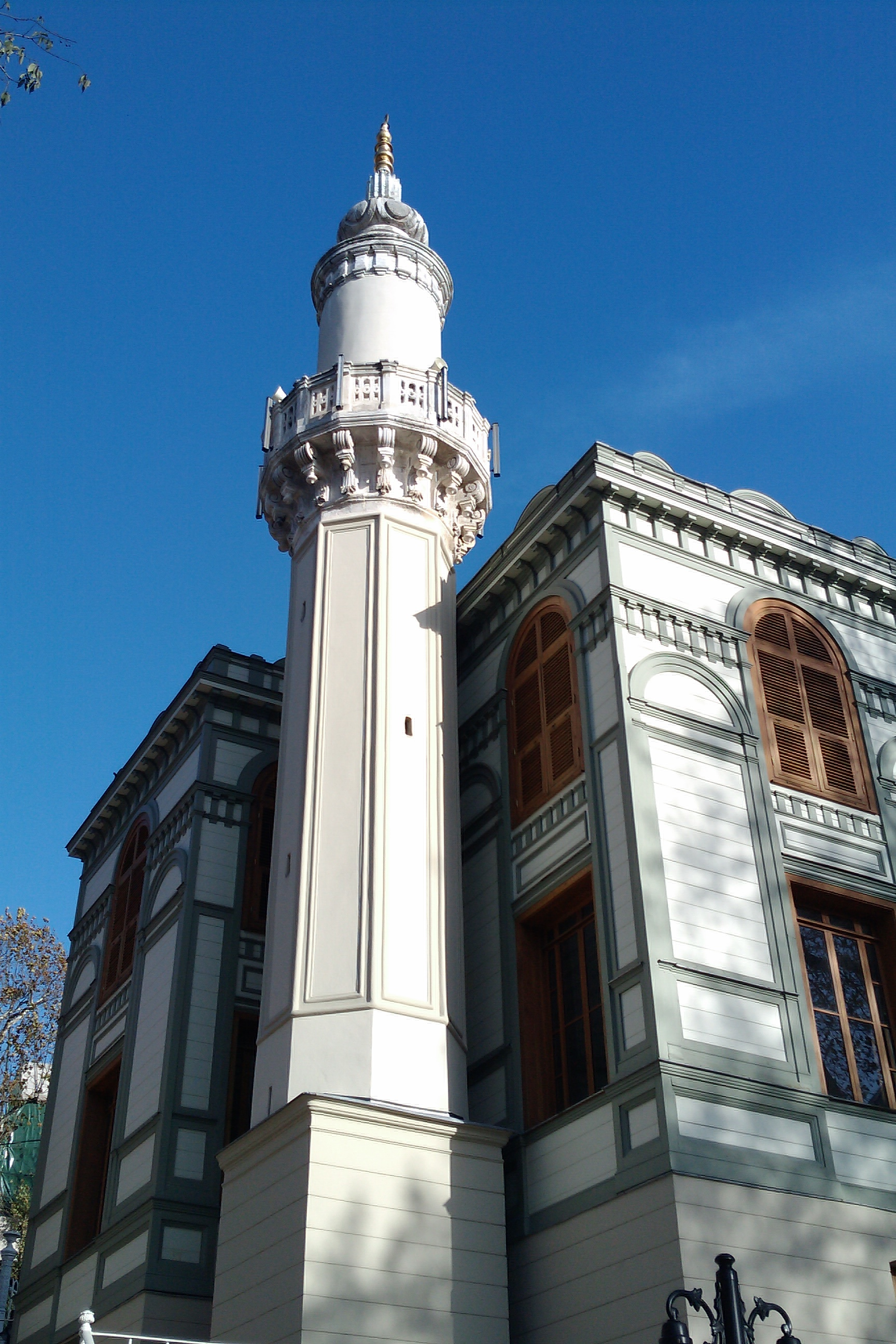
مسجد ارطغرل تکه، استانبول، ترکیه
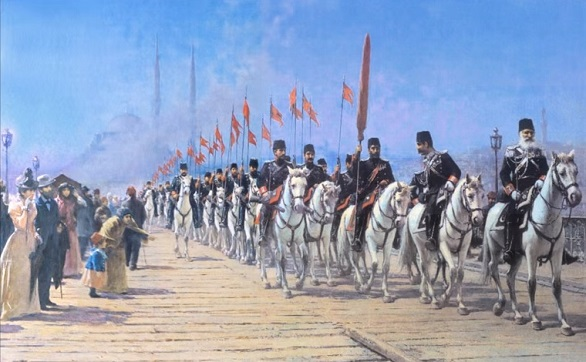
هنگ سواره نظام ارطغرل، نقاشی توسط فائوستو زونارو ۱۹۰۱